# Maoricoris benefactor
Maoricoris benefactor är en insektsart som beskrevs av William Edward China 1933. Maoricoris benefactor ingår i släktet Maoricoris och familjen näbbskinnbaggar. Inga underarter finns listade i Catalogue of Life.